# قلب‌های شکسته ممنوع
«قلب‌های شکسته ممنوع» (به انگلیسی: No Broken Hearts) ترانه‌ای از خوانندهٔ آمریکایی بی‌بی رکسا به‌همراهٔ نیکی میناژ می‌باشد. این ترانه در ۱۶ مارس سال ۲۰۱۶ منتشر شد و در ابتدا به‌عنوان تک‌آهنگ اصلی دومین آلبوم چندآهنگهٔ او تحت عنوان تمام خطاهای تو: بخش ۱ در نظر گرفته شده بود؛ اما در حال حاضر در فهرست قطعات هیچ پروژه‌ای قرار ندارد. این ترانه برای اولین بار در برنامهٔ الویس دوران اند مورنینگ شو ایستگاه زد۱۰۰ نیویورک پخش شد. این ترانه توسط رکسا، میناژ، کوکو لارو، کگائوجلو نالانه و جیکوب کوشر هیندلین نوشته شده و تهیه‌کنندگی آن را گروه‌های اینویزبل من و سالت‌وایوز برعهده داشته‌اند.